# Formatkunst
Formatkunst er  i kunstsammenhænge en betegnelse for kunst, som følger en slags opskrift: Formatet indeholder en række invariable elementer som danner ramme for aktører og faktorer, der ændres hver gang kunstformatet bliver opsat. Udover variablerne inden for kunstformatets rammer varierer også forholdet mellem kunstformatet og tid og sted – altså de ydre rammer; et kunstformat sat op i en kunstinstitution ville adskille sig fra et kunstformat opsat på gadeplan. Andre ydre faktorer der kunne skabe ændringer i kunstformatet kunne være f.eks. af politisk karakter; et kunstformat opsat i en stat underlagt totalitarisme vil adskille sig fra en opsætning af samme kunstformat i en demokratisk stat. Kunstinstitutioner der vil opsætte et kunstformat, må være indforstået med at overholde kravet om at anvende kunstformatets originale titel, dets arkitektoniske udtryk samt metoderne, som formatkunstneren har foreskrevet, men de indre og ydre variabler opstår automatisk ved nyopsætning.

## Formatkunstens udbredelse
Formatkunst er beslægtet med konceptkunst, men har et øget fokus på at udbrede sig globalt og på den måde skabe en kunstnerisk bevægelse på verdensplan. Så snart et kunstformat er blevet afprøvet og erklæret vellykket, kan det med kunstnerens tilladelse blive genopsat i en uendelighed uden indflydelse af formatkunstneren, så længe opskriften bliver overholdt. 
Kunstformatet indeholder desuden psykologiske og sociologiske aspekter i kraft af de relationer, der måtte opstå mellem kunstformatets aktører. Et kunstformat bliver således en ramme for interaktion, form og udtryk, både visuelt og socialt.

## Formatkunstens oprindelse
Formatetkunst er et begreb udviklet af den fransk-danske konceptkunstner, Thierry Geoffroy (også kendt som Colonel), der siden 1989 har arbejdet med udformningen af kunstformatet som en kunstnerisk ramme. Igennem sit arbejde med tv for Danmarks Radio blev Geoffroy inspireret til at overføre begrebet tv-format til kunsten og på denne måde skabe en kunstart, der ligesom tv-formatet, er beregnet på formatets udbredelse og succes. 
Geoffroys kunstformater involverer mange deltagere og er skabt ud fra et sociologisk og psykologisk udgangspunkt omhandlende debat og samarbejde. 
Geoffroy anvender forskellige medier til at udføre sine kunstformater, men karakteristisk er det medier, som sikrer kunstformatets samtidighed.
Aviser, radio, modeindustrien, telefoni, fester, musik, internetværktøjer, festivaler, performances, Myspace og Facebook er nogle af de værktøjer, som Geoffroy benytter sig af i skabelsen af sine kunstformater. Thierry Geoffroy lægger desuden vægt på at kunstformaterne skal være værktøjer til at stimulere en debat og til at hjælpe kunstnere til at udtrykke sig, så snart der opstår et behov. Dette kommer tydeligt til udtryk i hans kunstformater Emergency Room og Critical Run, hvor han i sidstnævnte eksempel instruerer i, hvordan man udvikler og træner sin evne til at tænke kritisk.